# Lista de membros titulares da Academia Brasileira de Ciências empossados em 1979
Esta lista contém os nomes dos membros titulares da Academia Brasileira de Ciências empossados em 1979.
| Imagem | Nome                       | Datas de nascimento e falecimento              | Local de nascimento | Área de especialização | Alma mater                        | Data de posse       | Conhecido por                                                                                          | Referências |
| ------ | -------------------------- | ---------------------------------------------- | ------------------- | ---------------------- | --------------------------------- | ------------------- | --- | ----------- |
|        | Gerhard Malnic             | 25 de setembro de 1933 05 de fevereiro de 2023 | Milão, Itália       | Ciências Biomédicas    | USP                               | 27 de março de 1979 | | [ 2 ] [ 3 ] |
|        | Hernan Chaimovich Guralnik | 07 de agosto de 1939                           | Santiago, Chile     | Ciências Químicas      | Universidad de Chile              | 27 de março de 1979 | Descrição da formação de vesículas usando anfifílicos sintéticos Teoria de pseudofase com troca iônica |             |
|        | João Lucas Marques Barbosa | 09 de abril de 1943                            | Fortaleza, CE       | Ciências Matemáticas   | UFC                               | 27 de março de 1979 | |             |
|        | José Manuel Riveros Nigra  | 16 de abril de 1940                            | Assunção, Paraguai  | Ciências Químicas      | Universidade Nacional de Assunção | 27 de março de 1979 | reação de Riveros                                                                                      | [ 4 ]       |